# بيتي رايت
بيتي رايت (بالإنجليزية: Betty Wright)‏ هي موسيقية ومغنية مؤلفة ومنتجة أسطوانات ومغنية أمريكية، ولدت في 21 ديسمبر 1953 في ميامي في الولايات المتحدة.

## وصلات خارجية
- بيتي رايت على موقع IMDb (الإنجليزية)
- بيتي رايت على موقع ميوزك برينز (الإنجليزية)
- بيتي رايت على موقع أول ميوزيك (الإنجليزية)
- بيتي رايت على موقع ديسكوغز (الإنجليزية)
- بيتي رايت على موقع ديسكوغز (الإنجليزية)
- بيتي رايت على موقع قاعدة بيانات الفيلم (الإنجليزية)